# Liste der größten Monolithen der Welt

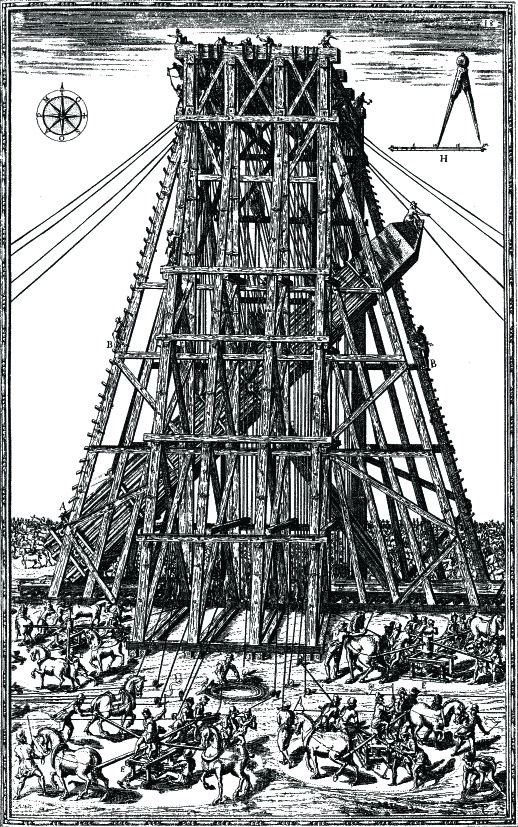
Relozierung des 361 t schweren Vatikanischen Obelisken durch Domenico Fontana 1586; hier die Niederlegung.

Die folgenden Tabellen listen die größten Monolithen der Welt nach ihrem Gewicht (in t) auf. Ein Monolith im Sinne dieser Liste ist ein von Menschenhand aus dem Mutterfels gelöster Stein, der aus einem einzigen Stück besteht.

## Beschreibung
Bei der Verwendung von Monumentalsteinen besteht die eigentliche technische Herausforderung im Transport vom Steinbruch und der Aufstellung am Bestimmungsort; dies legt eine Unterteilung in vier Kategorien nahe, nämlich in solche Monolithen, die
- unfertig im Steinbruch liegengelassen wurden →Monolithen im Steinbruch
- an ihren Zielort über Land und ggf. Wasser bewegt wurden →Transportierte Monolithen
- an ihrem Zielort in eine aufrechte Position gehievt wurden (Säulen usw.) →Aufgerichtete Monolithen
- an ihrem Zielort vertikal in die Höhe befördert wurden (Architrave usw.) →Emporgehievte Monolithen

Die beiden letztgenannten Operationen erfordern den Einsatz von Kränen, die im griechisch-römischen Kulturraum seit dem Ende des 6. Jahrhunderts v. Chr. nachweisbar sind.
Achtung: Die Gewichtsangaben beruhen praktisch nirgends auf Wägungen, sondern Schätzungen des Volumens und der Dichte des Steins (Gewicht = Volumen × Dichte). Erschwert wird die Ermittlung präziser Abmessungen häufig dadurch, dass die Monolithen mittlerweile zerbrochen sind, sich im verbauten Zustand befinden oder – wie etwa Kolossalstatuen – keine leicht kalkulierbare geometrische Form aufweisen. Zur Bestimmung der Gesteinsart werden normalerweise keine Gesteinsproben entnommen, sondern Standardwerte zugrunde gelegt (zum Beispiel 2,75 t/m³ für Marmor). Dies führt zu einer großen Streubreite an Gewichtsangaben in der Fachliteratur, so dass das Zahlenmaterial nur begrenzt belastbar ist und besser als Indikator der Größenordnung denn als genauer Wert aufgefasst werden sollte.

## Monolithen im Steinbruch
Diese Liste führt Monolithen auf, die im Steinbruch verblieben sind und an ihrer Unterseite zumeist nicht vollständig vom Muttergestein abgetrennt wurden.
| Bild                                     | Masse in t | Name/Stätte                                          | Typ          | Ort                       | Erbauer         | Bemerkung                                                                                                  |
| ---------------------------------------- | ---------- | ---------------------------------------------------- | ------------ | ------------------------- | --------------- | --- |
|                                          | 1.650      | Unbenannter Monolith II                              | Baustein     | Baalbek (Libanon)         | Römisches Reich | 19,6 m lang, 6,5 m breit, mind. 5,5 m hoch; erst 2014 entdeckt; liegt neben dem Stein der schwangeren Frau |
| Neuentdeckter, noch unbenannter Monolith | 1.242      | Unbenannter Monolith I                               | Baustein     | Baalbek (Libanon)         | Römisches Reich | 19,5–20,5 m lang, 4,34–4,56 m breit, 4,5 m hoch; erst in den 1990er Jahren entdeckt                        |
| Unvollendeter Obelisk von Assuan         | 1.100      | Unvollendeter Obelisk                                | Obelisk      | Assuan (Ägypten)          | Altes Ägypten   | 41,75 m lang, 2,5–4,4 m breit                                                                              |
| Stein des Südens                         | 1.000      | Stein der schwangeren Frau (auch „Stein des Südens“) | Baustein     | Baalbek (Libanon)         | Römisches Reich | 20,31–20,76 m lang, 4–5,29 m breit, 4,21–4,32 m hoch                                                       |
|                                          | 1.207      | N.N.                                                 | Säulenschaft | Mons Claudianus (Ägypten) | Römisches Reich | Ca. 17,7 m lang                                                                                            |

## Transportierte Monolithen
Diese Liste führt Monolithen auf, die über Land und ggf. auch zu Wasser befördert wurden.
| Bild                                                                                       | Masse in t | Name/Stätte                        | Typ               | Ort                         | Erbauer                | Bemerkung |
| ------------------------------------------------------------------------------------------ | ---------- | ---------------------------------- | ----------------- | --------------------------- | ---------------------- | --- |
| Der Donnerstein, darauf das Reiterdenkmal Peters des Großen                                | 1.250      | Donnerstein                        | Felsblock         | Sankt Petersburg (Russland) | Russisches Kaiserreich | 6 km über Land gezogen, danach Schifftransport |
| Kolossalstatue des Ramses II.                                                              | 1.000      | Ramesseum                          | Statue            | Theben (Ägypten)            | Altes Ägypten          | Fast 19 m hoch, roter Assuan-Granit, um 1260 v. Chr.                                                                                                |
| Podium des Jupitertempels mit den Trilithos (obere Reihe)                                  | ∅ 800      | Trilith/ Jupitertempel von Baalbek | Bausteine, drei   | Baalbek (Libanon)           | Römisches Reich        | Podium des Jupitertempels |
| Memnonkolosse                                                                              | ∅ 700      | Memnonkolosse                      | Statuen, zwei     | Theben (Ägypten)            | Altes Ägypten          | Die nördliche der beiden Statuen ist nach teilweisem Einsturz und Restauration in römischer Zeit aus mehreren Steinen zusammengesetzt.              |
| 'Western Stone'                                                                            | 1.550–600  | Klagestein/ Klagemauer             | Baustein          | Jerusalem (Israel)          | Israel                 | |
| 'Stelenpark in Axum'                                                                       | 1.517      | Große Stele von Aksum              | Stele             | Aksum (Äthiopien)           | Aksumitisches Reich    | Große Stele liegend (aufgerichtete Höhe 33 m) hinter der aus Italien 2005 zurückgeführten 25 m hohen Stele (Obelisk von Axum)                       |
| Podium des Jupitertempels mit den 800-Tonnen Trilithos und den 350-Tonnen Steinen darunter | ∅ 350      | Jupitertempel von Baalbek          | Bausteine, sieben | Baalbek (Libanon)           | Römisches Reich        | Podium des Jupitertempels, Steinlage unter den drei 800-Tonnen Trilithos                                                                            |
| Der heute zerbrochene Große Menhir                                                         | 1.350      | Grand Menhir                       | Megalith          | Locmariaquer (Frankreich)   | Megalithkultur         | Im 5. Jahrtausend v. Chr. errichtet |
| Sacsayhuamán                                                                               | > 200      | Sacsayhuamán                       | Baustein          | Cusco (Peru)                | Inka                   | Mauer in der zweiten Hälfte des 15. Jahrhunderts erbaut, der größte Stein ist 9 m hoch, 5 m breit, 4 m dick und wurde 20 km über Land transportiert |

## Kranbewegte Monolithen
Diese Liste führt Monolithen auf, die über Land und ggf. auch zu Wasser befördert und an ihrem Bestimmungsort mit Kränen in ihre Schlussposition gebracht wurden.

### Aufgerichtete Monolithen
Monolithen, von denen man weiß oder vermutet, dass sie von Kränen in eine aufrechte Stellung gezogen wurden.
| Bild                           | Masse in t | Name/Stätte           | Typ          | Ort                         | Erbauer                | Bemerkung                                           |
| ------------------------------ | ---------- | --------------------- | ------------ | --------------------------- | ---------------------- | --------------------------------------------------- |
| Alexandersäule auf Palastplatz | 600        | Alexandersäule        | Säulenschaft | Sankt Petersburg (Russland) | Russisches Kaiserreich | 1834 aufgestellt                                    |
| Vatikan-Obelisk                | 361        | Vatikanischer Obelisk | Obelisk      | Rom (Italien)               | Papst Sixtus V.        | Reloziert und aufgestellt von Domenico Fontana 1586 |
| Pompeiussäule                  | 285        | Pompeiussäule         | Säulenschaft | Alexandria (Ägypten)        | Römisches Reich        | 297 n. Chr. errichtet                               |

### Emporgehievte Monolithen
Monolithen, von denen man weiß oder vermutet, dass sie mit Kränen vom Boden frei in die Höhe gehievt wurden.
| Bild | Masse in t | Höhe in m | Name/Stätte              | Typ                  | Ort               | Erbauer         | Bemerkung           |
| --- | ---------- | --------- | ------------------------ | -------------------- | ----------------- | --------------- | ------------------- |
| Mausoleum des Theoderich | 230        |           | Mausoleum des Theoderich | Kuppeldach           | Ravenna (Italien) | Ostgotenreich   |                     |
| | 108        | ≈19       | Jupitertempel            | Gesimsblock          | Baalbek (Libanon) | Römisches Reich |                     |
| | 163        | ≈19       | Jupitertempel            | Architrav-Friesblock | Baalbek (Libanon) | Römisches Reich |                     |
| Oberes Ende der Trajanssäule. Das Kapitell ist der auskragende, rechteckige Stein mit der Metallbrüstung, unweit der Spitze. | 153,3      | ≈34       | Trajanssäule             | Kapitellblock        | Rom (Italien)     | Römisches Reich | 113 n. Chr. geweiht |